# Pol Nord

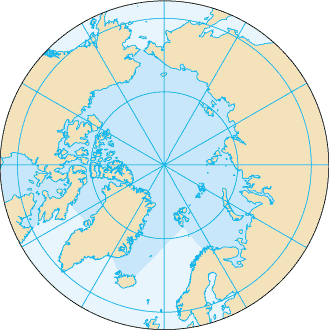
El pol Nord geogràfic

El pol Nord és el punt de la superfície més al nord del planeta Terra i, per tant, està situat a latitud 90° N. Estrictament aquesta és la definició del pol Nord geogràfic, la més utilitzada habitualment, però poden definir-se altres pols nords en funció de diferents conceptes geogràfics i geofísics:
- El pol Nord geogràfic, també conegut com el nord vertader, és el punt més al nord definit com el punt de la superfície terrestre en el qual creua l'eix de rotació de la Terra.
- El pol Nord magnètic és el punt del nord en el qual el camp geomagnètic té direcció perpendicular a la superfície terrestre (o sigui, on una brúixola apuntaria cap avall). Com que el camp magnètic terrestre no és totalment regular, el pol Nord magnètic no és un punt (com el geogràfic) sinó una extensa àrea.
- El pol Nord geomagnètic és el pol del camp geomagnètic terrestre més proper al nord verdader.
- El pol Nord d'inaccessibilitat es defineix com el punt de l'oceà Àrtic més llunyà de la costa, i es troba actualment a 84° 03′ Nord 174° 51′ Oest.

Mentre que el pol Sud es troba dins de la massa continental de l'Antàrtida, el pol Nord és al mig de l'oceà Àrtic, les aigües són cobertes gairebé de manera permanent per masses de glaç a la deriva, això fa que sigui impracticable la construcció d'una estació permanent al pol Nord. Tanmateix la Unió Soviètica i després Rússia han anat construint una sèrie d'estacions sobre les masses de glaç a la deriva i algunes han arribat a passar molt a prop del pol. Recentment s'ha publicat algunes previsions segons les quals el pol Nord quedarà lliure de glaç estacionalment vers el 2050 a causa del desglaç tot i que hi havia altres previsions més pessimistes que pronosticaven que això passaria vers el 2014.
La fondària del mar al pol Nord ha estat mesurada en 4.261 metres. Es considera que la terra més propera és l'illa Kaffeklubben, a uns 700 km del Pol (83° 40′ N, 29° 50′ O / 83.667°N,29.833°O), al nord de les costes de Groenlàndia.

## Ubicacions històriques del pol Nord
L'eix de rotació de la Terra - i, per tant, la posició del pol Nord - es creia que era fixa (amb relació a la superfície de la Terra) fins que, al segle xviii, el matemàtic Leonhard Euler va predir que l'eix podria tenir un lleuger "balanceig". Al començament del segle xx, els astrònoms varen observar una petita "variació de la latitud", determinada fixant un punt de la Terra mitjançant l'observació de les estrelles. Part d'aquesta variació es pot atribuir a un desplaçament del Pol a través de la superfície de la Terra, en un rang d'uns pocs metres. El desplaçament té diversos components periòdics i un component irregular. El component amb un període d'uns 435 dies s'identifica amb els 8 mesos de desplaçament predits per Euler que actualment s'anomena Moviment de Chandler, el seu descobridor. El punt exacte d'intersecció de l'eix de la Terra i la superfície de la Terra, en un moment donat, es denomina el "pol instantani", però a causa del "balanceig" això no pot ser usat com una definició d'un pol Nord fix (o el pol Sud).
És millor vincular el sistema de coordenades de la Terra (latitud, longitud, i les elevacions o orografia) a les formacions terrestres fixes. Per descomptat, tenint en compte la tectònica de plaques i la isostàsia, no hi ha cap sistema en el qual es puguin fixar tots els elements geogràfics. No obstant això, el Servei Internacional de Rotació de la Terra i la Unió Astronòmica Internacional, han definit un marc anomenat el Sistema Internacional de Referència Terrestre. El pol Nord d'aquest sistema defineix el Nord geogràfic per a treballs de precisió, sense que coincideixi amb l'eix de rotació.

## Expedicions

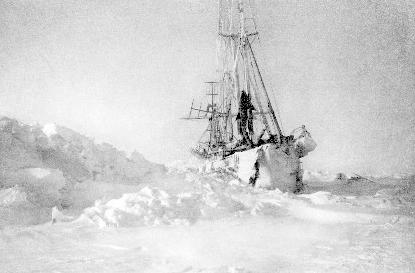
El vaixell Fram de Nansen enmig del gel de l'Àrtic

### Abans de 1900
Ja en el segle xvi, moltes persones eminents cregueren (correctament) que el pol Nord estava al mar, que al segle xix s'anomenà Polynia o Mar Polar Obert. Per tant, s'esperava que es podria trobar un camí a través del gel en èpoques de l'any. Diverses expedicions es va proposar trobar el camí, generalment en vaixells baleners, ja d'ús comú en les fredes latituds del nord.
Una de les primeres expedicions creades amb la intenció explícita d'assolir el pol Nord era la d'un funcionari naval britànic, William Edward Parry, que en 1827 va arribar a la latitud 82° 45′ N. En 1871 l'Expedició Polaris, un intent conduït per l'estatunidenc Charles Francis Hall, va acabar en catàstrofe. Entre 1879 i 1881 una expedició oficial de la marina dels EUA comandada per George Washington DeLong també va acabar tràgicament quan el seu vaixell, l'USS Jeanette, va ser destrossat pel gel. Més de la meitat de la tripulació, inclosos els DeLong, van desaparèixer.
A l'abril de 1895 els exploradors noruecs Fridtjof Nansen i Fredrik Hjalmar Johansen feren una expedició en esquís sortint des d'un vaixell. La parella va arribar a la latitud 86° 14′ N abans de veure's obligats a tornar.
El 1897 l'enginyer suec Salomon August Andrée i dos companys van tractar d'arribar al pol Nord en el globus d'hidrogen Örnen ("Àguila"), però van caure a 300 km al nord de Kvitøya, l'extrem més septentrional de l'arxipèlag de Svalbard, i moriren. El 1930 les restes d'aquesta expedició van ser trobades per l'expedició noruega Bratvaag.
L'explorador italià Luigi Amedeo, duc dels Abruzzi i el capità Umberto Cagni de la Marina Reial Italiana (Marina Regia) van navegar amb el balener Stella Polare des de Noruega el 1899. L'11 de març de 1900 Cagni va conduir una expedició per sobre el gel i va arribar a la latitud 86° 34' el 25 d'abril, establint un nou rècord per sobre el resultat de Nansen de 1895 per 35 o 40 quilòmetres. Cagni a penes van aconseguir tornar al campament, romanent allí fins al 23 de juny. El 16 d'agost l'Stella Polare salpa en direcció sud i torna a Noruega.

### 1900-1940

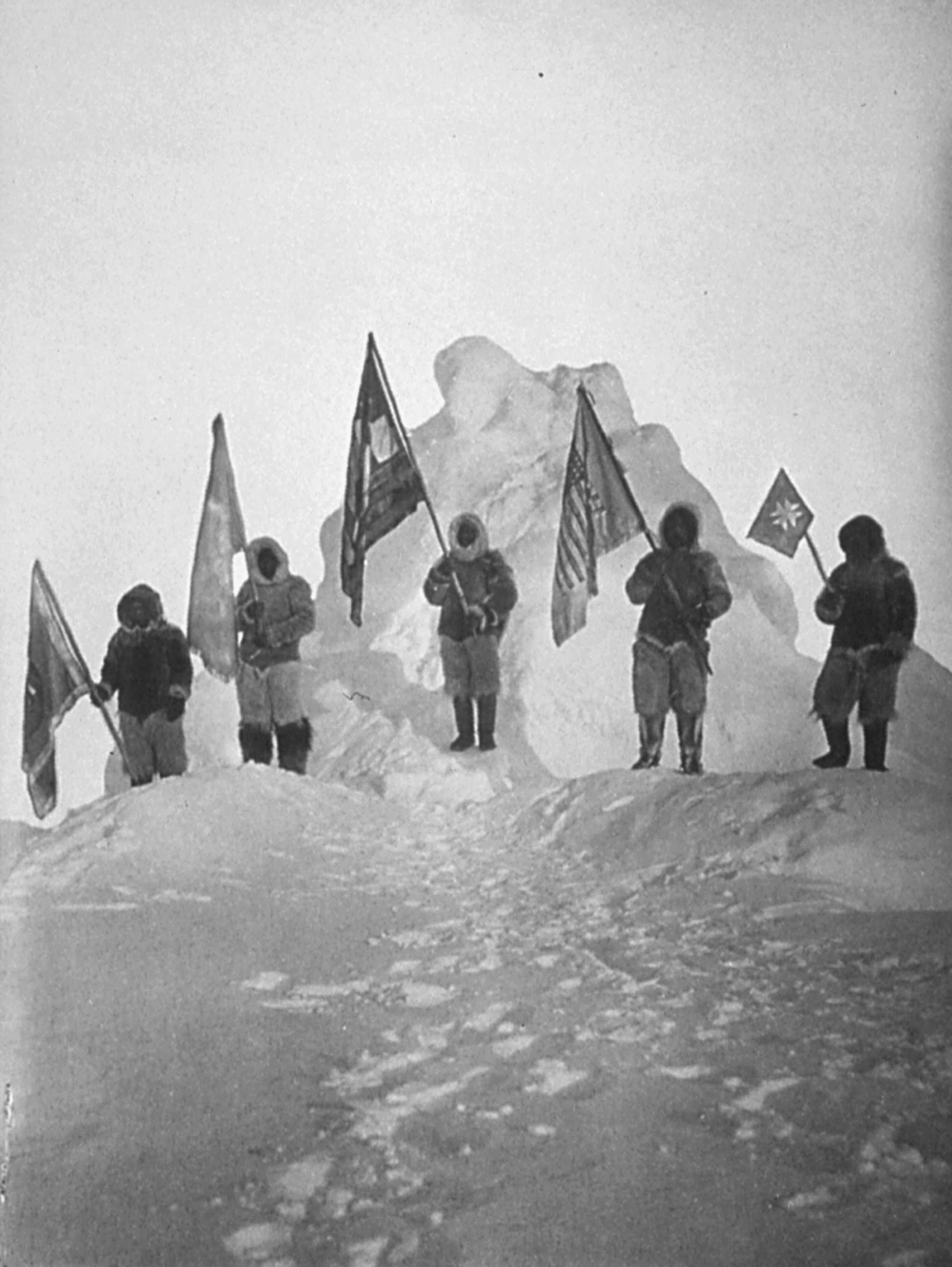
El 6 d'abril del 1909 Robert E. Peary i un equip format per esquimals (Ooqueah, Ootah, Henson, Egingwah i Seeglo) van afirmar ser els primers a arribar al pol Nord geogràfic.

L'explorador americà Frederick Albert Cook, va dir que havia arribat al pol Nord el 21 d'abril de 1908 amb dos homes inuit, Ahwelah i Etukishook, però va ser incapaç de provar-ho i la seva reclamació no és àmpliament acceptada.
La conquesta del pol Nord va ser durant molts anys atribuïda a l'enginyer de la Marina Americana Robert Peary, que va afirmar haver arribat al Pol el 6 d'abril de 1909, acompanyat del també americà Matthew Henson i de quatre homes inuit anomenats Ootah, Seeglo, Egingwah, i Ooqueah. Tanmateix, la reclamació de Peary segueix sent controvertida. L'expedició que va acompanyar Peary en l'etapa final del viatge no incloïa ningú format en navegació que pogués confirmar amb precisió la fita, que alguns afirmen haver estat particularment descuidat a mesura que s'acostaven al Pol.
Les distàncies i velocitats que Peary afirma haver assolit quan la darrera expedició de suport feu marxa enrere semblen increïbles per a moltes persones, ja que són gairebé tres vegades més grans que les que havien fet fins aleshores. La narració de Peary del viatge al Pol i del retorn viatjant al llarg d'una línia directa - l'única estratègia coherent amb les dades de temps que aportà - es contradiu amb les dades de Henson que esmenta desviacions tortuoses per tal d'evitar obertures al gel i altres elements perillosos.
L'explorador britànic Wally Herbert, inicialment partidari de Peary, va investigar els seus registres el 1989 i va arribar a la conclusió que havien d'haver estat falsificats i que Peary no havia arribat al Pol. El suport a Peary va arribar de nou el 2005, quan l'explorador britànic Tom Avery i quatre companys recrearen el marc de l'expedició de Peary en el seu viatge amb rèpliques de fusta, trineus de gossos esquimals del Canadà i altres equips, arribant al pol Nord en 36 dies, 22 hores - gairebé cinc hores més ràpid que Peary. Avery escriu en el seu lloc web que "l'admiració i el respecte que tinc per Robert Peary, Matthew Henson i els quatre inuits que es van aventurar cap al nord en 1909, ha crescut enormement des que vam sortir del cap Colúmbia. Havent vist per mi mateix com va viatjar a través de la capa de gel, estic més convençut que mai que Peary va arribar al pol Nord.”
La primera al·legació d'un vol sobre el pol va ser feta el 9 de maig de 1926, per un oficial de la marina dels Estats Units Richard E. Byrd i Floyd Bennett pilotant un avió Fokker tri-motor. Tot i ser verificada en aquell moment per la Marina dels Estats Units i un comitè de la National Geographic Society, aquesta afirmació ha estat discutida.
D'acord amb Standish, "Qualsevol que estigui familiaritzat amb els fets i tingui un mínim de raonament lògic no pot evitar arribar a la conclusió que ni Cook ni Peary, ni Byrd van arribar al Pol Nord; i tots ho sabien."
Segons alguns, la primera vegada que es pot considerar que es va arribar al Pol -basant-se en fets consistents, verificats i científics- va ser el 12 de maig de 1926. I va ser l'explorador noruec Roald Amundsen, amb el seu patrocinador estatunidenc Lincoln Ellsworth, des del dirigible "Norge". El "'Norge", tot i ser de propietat noruega, va ser dissenyat i pilotat per l'italià Umberto Nobile. El vol es va iniciar a Svalbard i va creuar l'oceà Àrtic fins a Alaska. Nobile, juntament amb diversos científics i la tripulació del "Norge", van sobrevolar el Pol per segona vegada el 24 de maig de 1928 amb el dirigible "Itàlia". L'"Itàlia" es va estavellar en el seu retorn del Pol, amb la pèrdua de la meitat de la tripulació.

### 1940-2000
El maig de 1945 un Lancaster de la Royal Air Force de l'expedició Aries va ser el primer avió de la Commonwealth a sobrevolar el pol Nord geogràfic i el pol Nord magnètic. L'avió va estar pilotat per David Cecil McKinley de la Royal Air Force.

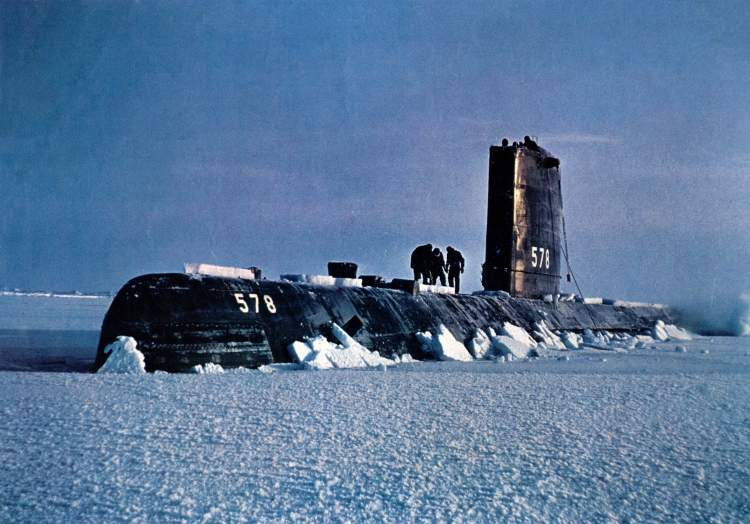
El submarí USS Skate al pol Nord (1959)

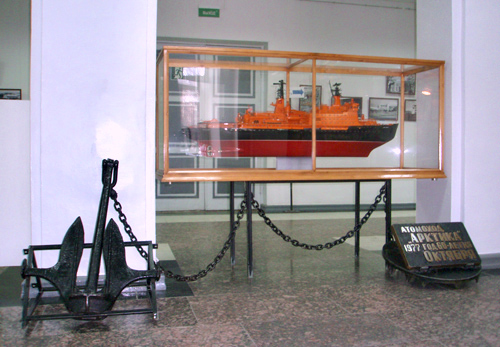
Memorial en honor del trencaglaç Arktika que conquerí el pol Nord el 1977 a l'entrada del museu local de la regió de Murmansk

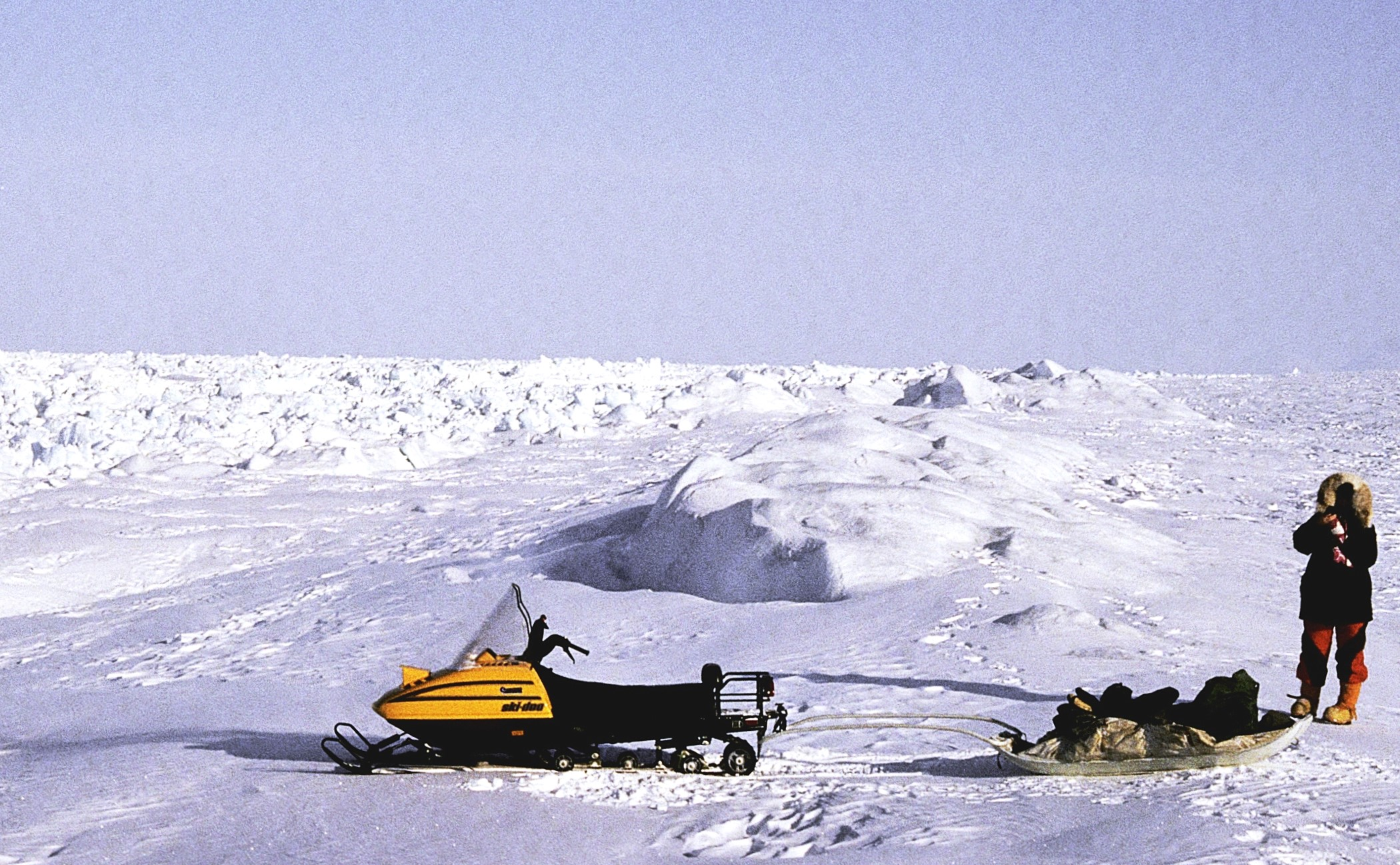
Expedició germano-suïssa perforant a la banquisa al pol nord geogràfic, abril de 1990

Sense comptar la controvertida expedició de Peary, els primers homes que varen posar peu al pol Nord, segons algunes fonts, varen ser els d'una expedició de la Unió Soviètica. Aquests, segons les fonts, incloïen Pàvel Gordienko i un grup de tres o cinc persones més, o Aleksandr Kuznetsov i 23 més, que varen aterrar el 23 d'abril de 1948. La versió més oficial parla de tres avions Li-2 que van aterrar-hi, amb un total de set homes.
El 3 de maig de 1952, el Tinent Coronel Joseph O. Fletcher de la Força Aèria dels Estats Units i el tinent William P. Benito, juntament amb el científic Albert P. Crary, varen aterrar un C-47 Skytrain modificat al pol Nord. Algunes fonts consideren aquesta expedició (i no la de la Unió Soviètica) la primera a aterrar al Pol.
El submarí de la Marina dels Estats Units USS Nautilus (SSN-571) va creuar al pol Nord el 3 d'agost de 1958, i el 17 de març de 1959, el USS Skate (SSN-578) va emergir en el Pol, convertint-se en el primer vaixell militar en fer-ho.
Novament sense comptar l'expedició de Peary, la primera conquesta confirmada de la superfície del pol Nord va ser la de Ralph Plaisted, Walt Pederson, Gerry Pitzl i Jean Luc Bombardier, que van viatjar amb motos de neu pel gel i varen arribar-hi el 19 d'abril de 1968. La Força Aèria dels Estats Units confirmà de forma independent la seva posició.
El 6 d'abril de 1969, Sir Wally Herbert i els seus companys Allan Gill, Roy Koerner i Kenneth de l'expedició britànica Trans-Àrtica es van convertir en els primers homes que arribaren al pol Nord a peu (encara que amb l'ajuda d'equips de gossos i mitjans aeris). Van seguir fins a completar la primera travessia de la superfície de l'oceà Àrtic - i pel seu eix més llarg, des de Barrow, Alaska fins a Svalbard - una gesta que mai s'ha repetit. Degut a les sospites de l'ús de transport aeri per part de Plaisted, alguns classifiquen l'expedició de Herbert com la primera confirmada en arribar al pol Nord per la superfície de gel, per qualsevol mitjà.
El 17 d'agost de 1977, el trencaglaç nuclear soviètic Arktika completà el primer viatge al pol Nord per la superfície.
El 1982 Sir Ranulph Fiennes i Charles Burton es van convertir en la primera expedició a travessar l'oceà Àrtic en una sola temporada. Que va partir de Cap Crozier, a l'illa Ellesmere, el 17 de febrer de 1982 i van arribar al pol Nord geogràfic, el 10 d'abril de 1982. Van viatjar a peu i amb Skidoo. Des del Pol, van retornar cap a Svalbard, però degut a la naturalesa inestable del gel, van acabar el seu viatge a la vora de gel després d'anar a deriva cap al sud en un bloc de gel durant 99 dies. Posteriorment van ser capaços de caminar cap al seu vaixell d'expedició "MV Bowring Benjamin" i va pujar-hi el 4 d'agost de 1982 a la posició 80:31 N 00:59 W. Com a resultat d'aquest viatge, que va formar part de l'expedició Transglobe (1979-1982), Fiennes i Burton es van convertir en els primers a completar una circumnavegació del món a través d'ambdós pols nord i sud, per la superfície i viatjant sols. 
L'abril de 1990, una expedició germano-suïssa liderada per un equip de la Universitat de Giessen va arribar al pol nord geogràfic per investigar la contaminació del gel, la neu i l'aire.

### Segle XXI

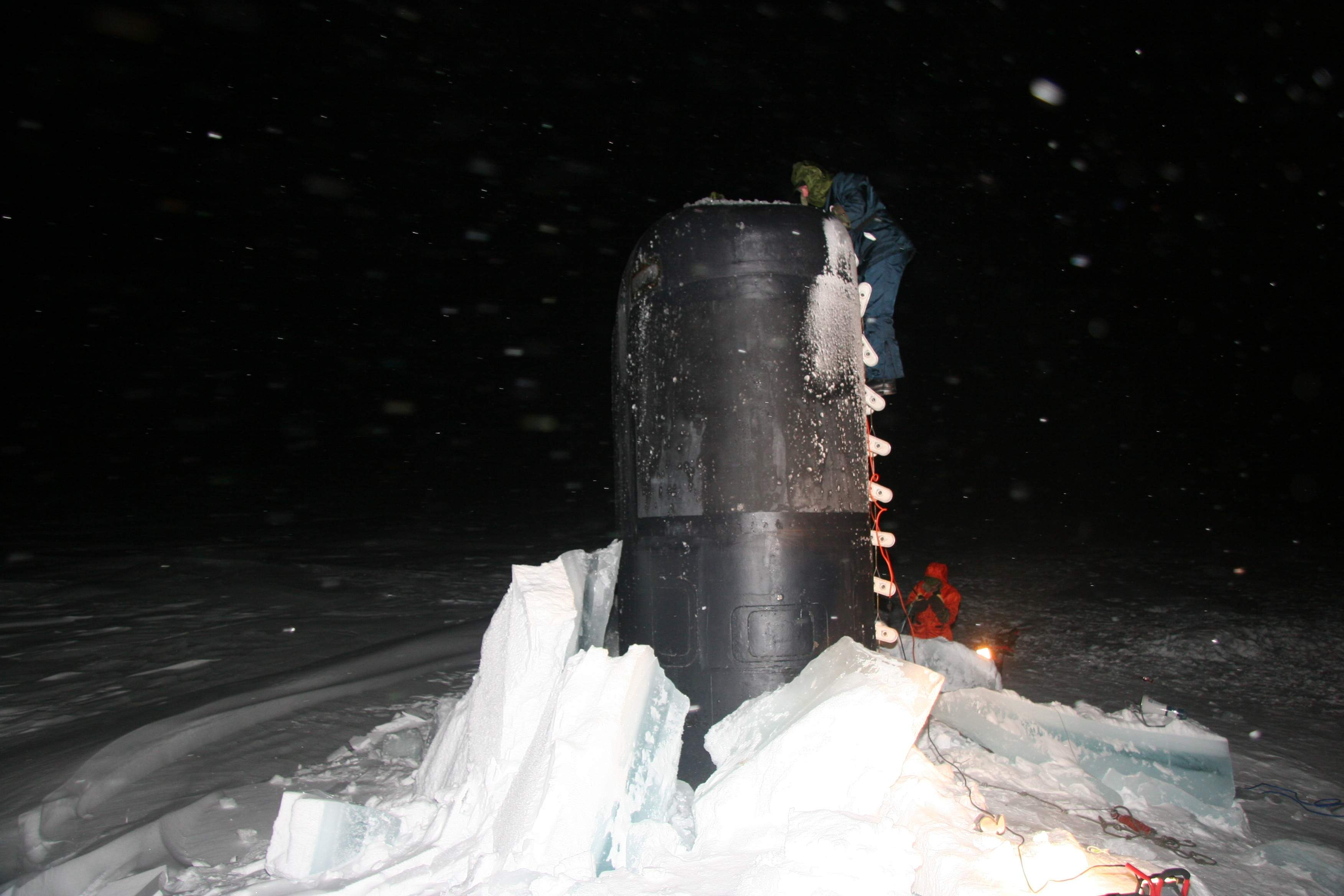
USS Charlotte al pol Nord el 2005

En els darrers anys, els viatges al pol Nord per via aèria (en helicòpter i aterrant en una pista preparada en el gel) o per trencagels s'han convertit en relativament habituals, i fins i tot estan a disposició de petits grups de turistes en empreses de viatges d'aventura.
El 2005, el submarí USS Charlotte (SSN-766) de la Marina dels Estats Units va emergir a través de 155 cm de gel al pol Nord i hi va passar 18 hores.
El 23 d'abril de 2007, la infermera jubilada Barbara Hillary va completar un viatge en trineu de gossos al pol Nord i es va convertir en primera dona afroamericana a aconseguir-ho.
L'abril de 2007, l'artista neerlandès rendiment Guido van der Werve va realitzar una obra d'art al pol Nord. Dempeus exactament al pol durant 24 hores i girant lentament segons les agulles del rellotge (en el sentit contrari a la Terra), tot seguint la seva pròpia ombra, Van der Werve literalment no va girar amb el món durant un dia. Aquest acompliment es diu: “nummer Negen (número nou en neerlandès), el dia que no vaig girar amb el món”. Van der Werve va xifrar el temps transcorregut en 24 hores i 9 minuts.
El juliol de 2007, el nedador britànic d'aigües braves Lewis Gordon Pugh va nedar durant 1 km al pol Nord. La seva gesta, serví per posar en relleu els efectes del canvi climàtic, es va dur a terme en aigües obertes que s'han format entre els blocs de gel. El seu posterior intent de remar en caiac fins al pol Nord cap a la fi de 2008, va ser abandonat arran de l'error en la predicció d'aigua, quan la seva expedició es trobà atrapada en el gel, després de només tres dies.

## Reivindicacions territorials

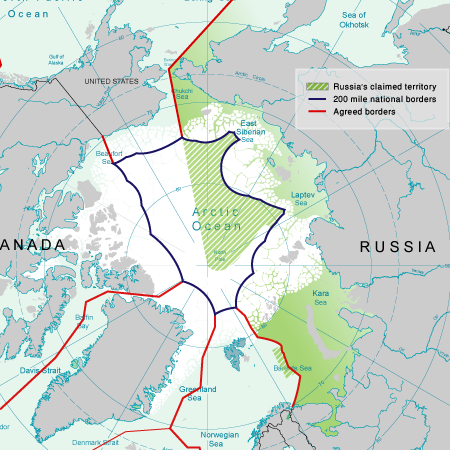
Mapa que il·lustra les fronteres polítiques acceptades al voltant del pol Nord, a 200 milles de les costes dels estats, juntament amb les reivindicacions russes d'annexió.

En virtut del dret internacional, cap país posseeix en l'actualitat el pol Nord o la regió de l'oceà Àrtic que l'envolta. Els cinc estats que envolten l'Àrtic, Rússia, Canadà, Noruega, Dinamarca (a través de Groenlàndia), i els Estats Units (a través d'Alaska), en limiten les activitats econòmiques a una zona d'unes 200 milles marines (370 km) al voltant de les costes, més enllà la zona és administrada per l'Autoritat internacional dels fons marins.
El moment de la ratificació de la Convenció de les Nacions Unides sobre el Dret del Mar, un país té un període de deu anys per presentar reclamacions per ampliar la seva zona de 200 milles. Noruega (que ratificà la convenció el 1996), Rússia (1997), el Canadà (2003) i Dinamarca (2004) han posat en marxa projectes per reclamar que alguns sectors de l'Àrtic els pertanyen.

## Flora i fauna
La presència d'ossos polars es considera rara més enllà d'uns 82° nord, a causa de l'escassetat d'aliments, encara que a vegades se'ls pot seguir la pista fins a les proximitats del pol Nord, i el 2006 una expedició va informar de l'avistament d'un os polar a només una milla (1,6 km) del Pol. La foca anellada també ha estat vista en el Pol, així com la guineu àrtica exemplars de la qual s'han observat a menys de 60 km del pol a 89° 40′ N.
Pel que fa als ocells, a prop del Pol s'han vist exemplars de Plectrophenax nivalis, de Fulmarus glacialis i de Rissa tridactyla, encara que algunes observacions poden ser distorsionades pel fet que les aus tendeixen a seguir els vaixells i expedicions.
També s'han vist peixos a les aigües al pol Nord, malgrat que aquests són probablement pocs en nombre. Un membre de l'equip rus que baixà fins als fons marins del pol Nord l'agost del 2007 va informar que no hi havia vist cap criatura vivent.

## Nit i dia
Al pol Nord, el sol està permanentment per sobre de l'horitzó durant els mesos d'estiu i per sota de l'horitzó durant els mesos d'hivern. L'ortus és just abans de l'equinocci vernal (al voltant del 19 de març), el sol es pren tres mesos per arribar al seu punt més alt del voltant dels 23½° d'elevació al solstici estival (al voltant del 21 de juny), posteriorment comença a baixar, arribant a l'ocàs immediatament després de l'equinocci de tardor (al voltant del 24 de setembre). Quan el sol és visible en el cel polar, sembla que es mou en un cercle cap a la dreta sobre l'horitzó. Aquest cercle s'eleva gradualment des de prop de l'horitzó just després de l'equinocci de primavera en la seva màxima elevació (en graus) sobre l'horitzó en el solstici d'estiu i després va baixant abans de desaparèixer per sota l'horitzó en l'equinocci de tardor.
El crepuscle civil és un període de dues setmanes que es produeix abans de l'alba i després del capvespre; el crepuscle nàutic és un període de cinc setmanes que es produeix abans de l'alba i després de la posta del sol i el crepuscle astronòmic que dura set setmanes i es produeix abans de l'alba i després del capvespre.
Aquests efectes són causats per una combinació de la inclinació axial de la Terra i la seva revolució al voltant del sol. La direcció de la inclinació de l'eix de la Terra, així com el seu angle respecte al pla de l'òrbita terrestre al voltant del sol continua sent gairebé constant al llarg d'un any (tots dos canvien molt lentament en llargs períodes). A mitjans de l'estiu septentrional, el pol Nord està orientat cap al sol en la seva màxima extensió. En el transcurs de l'any quan la Terra va voltant el Sol, el pol Nord s'allunya gradualment del sol fins que a mitjans de l'hivern arriba al punt més allunyat del Sol. Una seqüència semblant s'observa al pol Sud, amb una diferència de sis mesos.

## Clima

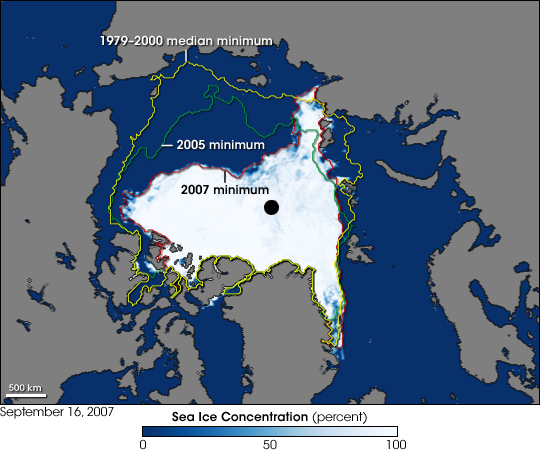
Comparació de l'extensió mitjana del gel al pol Nord els anys 2007, 2005 i la mitjana del període 1979-2000.

Al pol Nord el clima és molt més calorós que al pol Sud, ja que es troba en el nivell del mar enmig d'un oceà (que actua com una reserva de calor), en lloc de l'altitud d'una massa de terra continental.
Al gener les temperatures en el pol Nord poden variar entre uns -43 °C i -26 °C, amb una mitjana del voltant de –34 °C. Les temperatures d'estiu (juny, juliol i agost) es troben al voltant de la mitjana del punt de congelació (0 °C).
El gruix del mar al pol Nord té típicament un gruix del voltant de dos o tres metres, encara que hi ha variacions considerables i, a vegades, el moviment de les plaques revela sectors amb aigua líquida. Diferents estudis han demostrat que la mitjana de gruix del gel ha disminuït en els darrers anys. Molts atribueixen aquest descens a l'efecte d'hivernacle, encara que aquesta conclusió és també discutida per alguns. Altres informes han predit també que d'aquí a unes dècades l'oceà Àrtic serà totalment líquid en els mesos d'estiu. Aquest fet pot tenir importants repercussions mediambientals i comercials.